# Papaipema eryngii
Papaipema eryngii är en fjärilsart som beskrevs av Bird 1917. Papaipema eryngii ingår i släktet Papaipema och familjen nattflyn. Inga underarter finns listade i Catalogue of Life.